# سوزاجو
سوزاجو هي بلدية في مقاطعة نفارة في منطقة بيمنتة الإيطالية، وتقع على بعد حوالي 90 كيلومتر (56 ميل) شمال شرق تورينو وحوالي 10 كيلومتر (6 ميل) جنوب شرق نفارة.
تقع مدينة سوزاجو على حدود البلديات التالية: كاسولنفو وسيرانو وجاربجنا نوفاريس وتريكيت.